# Wandrè
Wandrè, pseudonimo di Antonio Vandrè Pioli (Cavriago, 6 giugno 1926 – 2004), è stato un liutaio italiano.

## Biografia
Produttore di strumenti imbracciati da alcuni tra i più famosi musicisti al mondo, come Frank Zappa, Ace Frehley, oppure dagli italiani Adriano Celentano, Nomadi, Francesco Guccini, Wandrè ha acquisito notorietà grazie al suo modo di lavorare estremamente artistico, cosa che lo ha portato a ideare chitarre dai colori sgargianti o dalle forme bizzarre.
Le chitarre Wandrè furono originariamente progettate e prodotte dal 1957 al 1968 da Pioli in Cavriago (RE).
Lo stesso Bob Dylan parlò di una Wandrè nel 1965 come una chitarra "mai vista negli Stati Uniti".
In Italia, il cantautore Lucio Corsi ha usato una chitarra Wandré nella sua esibizione a Sanremo 2025.

## Modelli
- Classich doublebass
- Pocket bass
- Naika doublebass
- Marte doublebass
- Quarieg doublebass
- Electro Blitz Bass
- Swedenbass
- Roc'n'Roll
- Brigitte Bardot
- Calypso
- Rock Oval
- Waid
- Selene
- Rock
- Spazial
- Blue Jeans / Teenager / Trilam
- Piper
- Bikini
- Twist
- Tigre
- Doris
- Polyphon
- Cobra
- Etrurian
- Powertone
- Soloist
- Psychedelic Sound
- Mini